# Вооремаа, Андрес
Андрес Вооремаа (эст. Andres Vooremaa, 19 июля 1944, Раэ, Харьюмаа — 12 декабря 2022, Таллин) — эстонский шахматист, двукратный чемпион Эстонии по шахматам, мастер спорта СССР (1969). 

## Биография
В 1962 году окончил среднюю школу в Таллине, а в 1968 году Таллинского политехнический институт по специальности промышленная электроника. С 1971 по 1994 год работал инженером.
В шахматы научил играть отец. В 1961 году победил на чемпионате Эстонии среди юниоров. Трёхкратный победитель чемпионата Таллина по шахматам (1962, 1964, 1970). В 1970 году победил в чемпионате Прибалтики по шахматам в Пярну. В чемпионатах Эстонии по шахматам завоевал 2 золотые (1972, 1973), 3 серебряные (1971, 1974, 1985) и бронзовую медаль (1980). Также выигрывал чемпионаты Эстонии по переписке (1968) и блицу (1972). Почти 30 лет входил в состав сборной Эстонии по шахматам. Был тренером эстонской шахматистки Татьяны Фоминой (1981—1988).